# طائرة ورقية

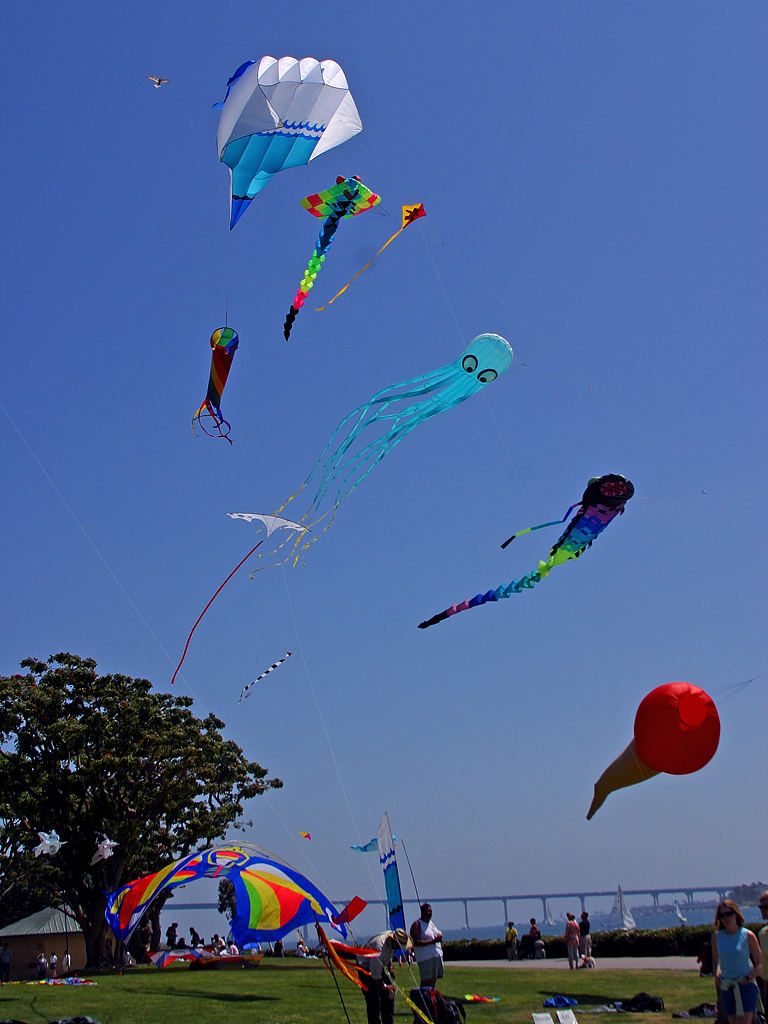
طائرات ورقية

الطائرة الورقية هي لعبة للأطفال والكبار تصنع من الخشب والخيوط. بعد تدخّل الحاسوب ببرامجه ذات الأبعاد الثلاثة واستخدام أنفاق الهواء التي تستخدم في اختبار انسيابية الطائرات أو سيارات الفورمولا 1، خرجت هذه الهواية من دائرة الأطفال إلى دائرة المحترفين. وتعتمد فكرة الطائرة الورقية على جسم انسيابي خفيف الوزن مربوط بخيط أو عدّة خيوط ليطير ضد اتجاه الريح.

## الانتشار
وتنتشر هواية الطائرات الورقية في الهند واليابان والصين حيث يعتقد ان الطائرات الورقية نشأت هناك. وكانت الطائرات الورقية تُصنع من الورق (ولا زالت) إلا أن النايلون الخفيف والمتين في نفس الوقت هو المادة المفضلة لصنع الطائرات. تكاد تكون هواية الطائرات الورقية في العالم العربي شبه معدومة باستثناء الاحتفال السنوي للطائرات الورقية في شهر يوليو من كل عام في لبنان.

## خيطان
هناك نوع من الطائرات الورقية التي يتم التحكم في طيرانها عن طريق خيطين مربوطين في الطائرة. ويتم ربط أحد الخيوط في الجهة اليمنى من الطائرة والخيط الثاني في الجهة اليسرى. ويتم توجيه الطائرة عند تحليقها عن طريق شد أحد الخيوط. فإذا أردنا للطائرة ان تجنح لجهة اليمين، نشد الخيط الأيمن واذا اردناها ان تميل إلى جهة اليسار، نقوم على شد الخيط الأيسر. ومما لاشك فيه ان المهارة المطلوبة للتحكم بهذه الطائرة يقتصر على الكبار ناهيك عن قوة الجذب الذي يمكن ان تحدثه هذه الطائرة ان كانت من الحجم الكبير (8 اقدام من طرف الجناح الأيمن إلى طرف الجناح الأيسر).
لقد استخدمت الطائرات الورقية قديما من بعض الناس كمسيلمة الكذاب الذي تميز بحيلتين هما إدخال البيض في القارورة وصناعة الطائرة الورقية التي كانت تسمى «راية الشادن» فقد ورد في كتاب الحيوان للجاحظ في باب «القول فيما اشتقّ له من البيض اسم» التالي
«"وأمّا قول الشاعر الهذليّ في مسيلمة الكذاب، في احتياله وتمويهه وتشبيه ما يحتال به من أعلام الأنبياء، بقوله [من الطويل]
ببيضة قارور وراية شادن ... وتوصيل مقصوص من الطير جادف
"».
ولقد احتال مسيلمة على الأعراب بزعم أن هذه الطائرات هي الملائكة فقال لهم في ليلة منكرة الرياح مظلمة «"إن الملائكة تنزل علي وهي ذوات أجنحة، ولمجيئها زجل، وخشخشة، وقعقعة؛ فمن كان منكم ظاهراً فليدخل منزله، فأن من تأمل اختطف بصره. ثم صنع راية من رايات الصبيان التي تعمل من الورق الصيني ومن الكاغد وتجعل لها الأذناب والأجنحة وتعلق في صدورها الجلاجل وترسل"».

## معرض صور

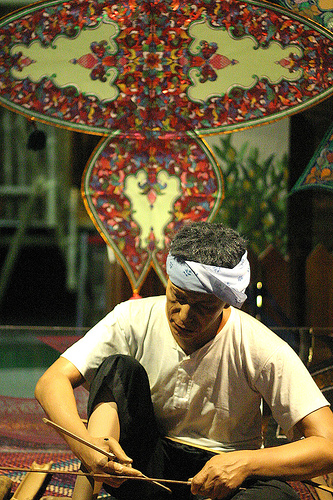
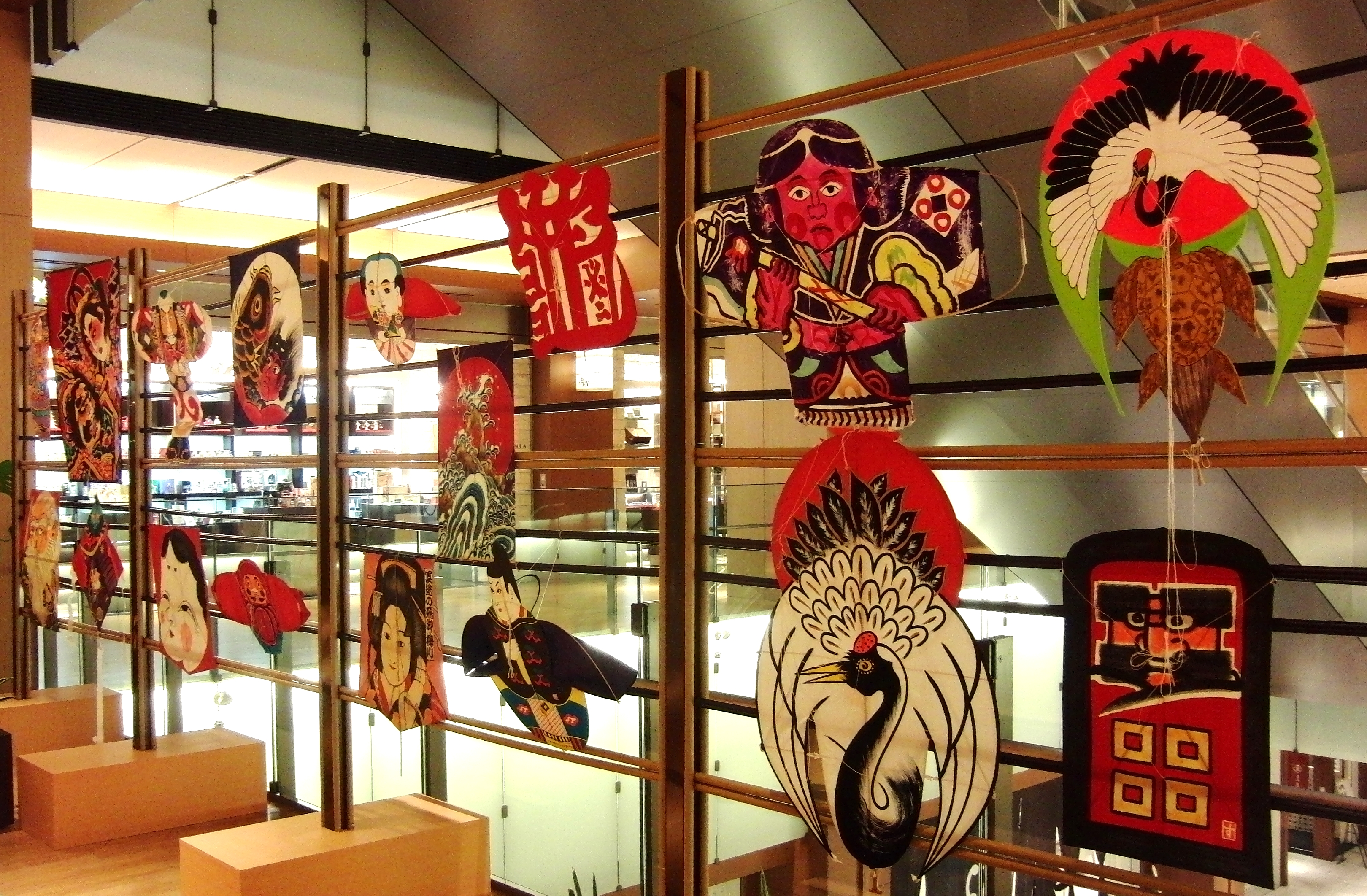
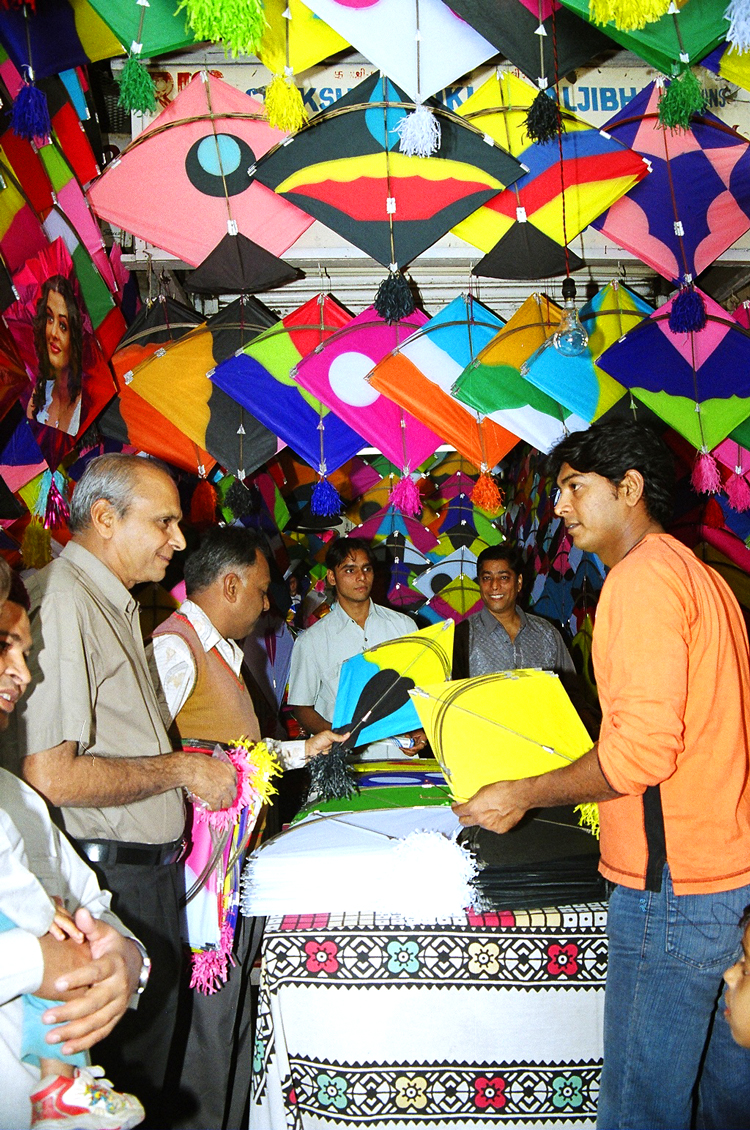
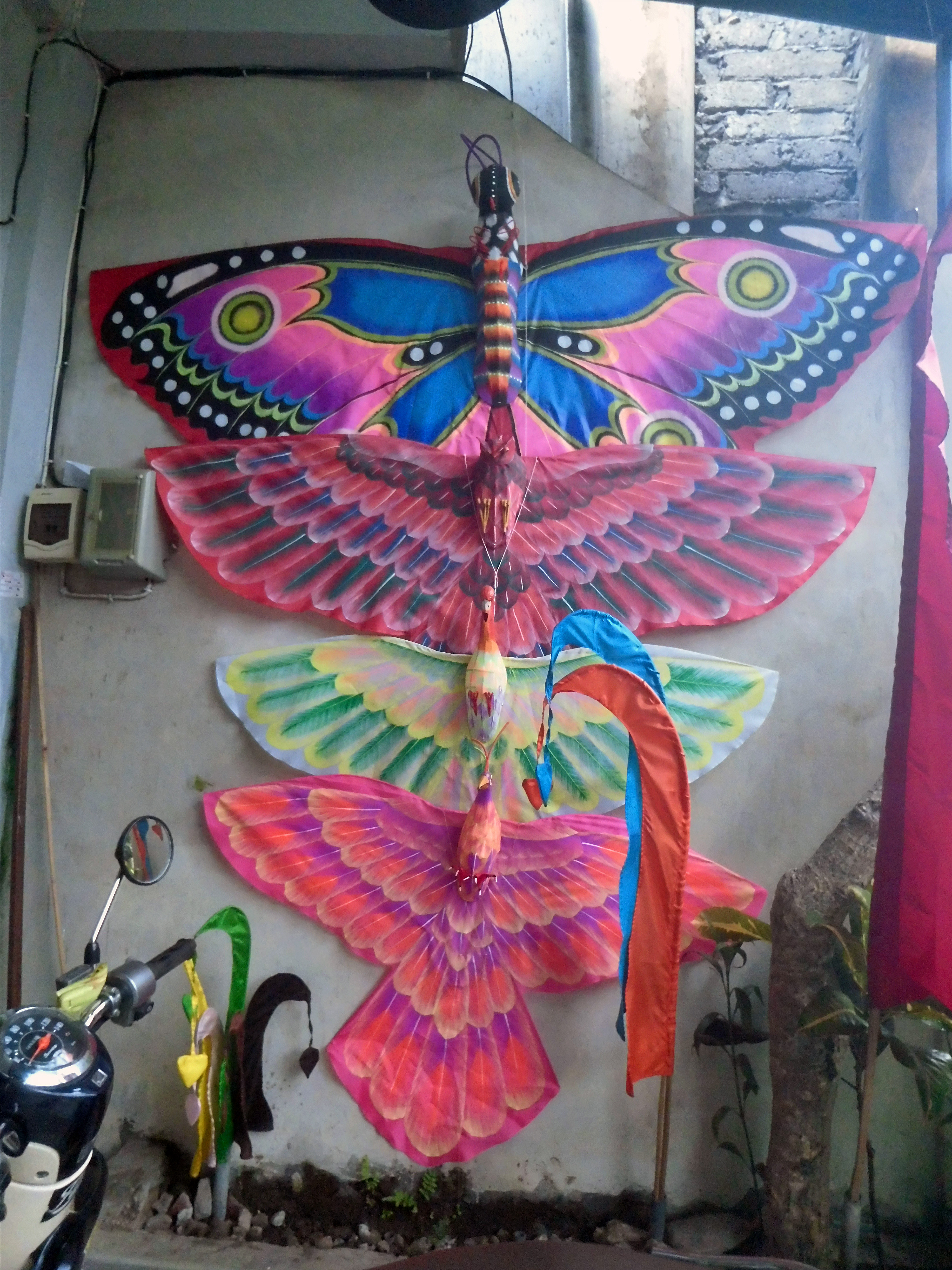